# Baranavičy
Baranavičy (bělorusky Баранавічы, polsky Baranowicze, rusky Барановичи, Baranoviči) je město v Brestské oblasti v Bělorusku, na meziříčí řek Ščara a jejího přítoku Myšanka. Je administrativním centrem Baranavického rajónu. V roce 2009 mělo 168 240 obyvatel. Nachází se mezi Brestem a Minskem, přibližně 203 km severovýchodně od Brestu a asi 140 km jihozápadně od Minsku. Jedná se o důležitý železniční i silniční uzel.

## Obecné informace
Město Baranavičy se nachází na Baranavické rovině mezi řekami Ščara a jejího přítoku Myšanka. Město Baranavičy leží téměř na spojnici, která propojuje oblastní centrum Brest (193 km) a hlavní město Běloruska, Minsk (139 km). Nejbližšími městy jsou Ljachavičy (17 km), Slonim (42 km), Navahrudak (52 km), Lida (98 kilometrů), Vaŭkavysk (113 km). Město se rozprostírá na rovinatém území, kde výškový rozdíl nepřevyšuje 20 m (od 180 do 200 m n. m.). Baranavičy leží v nadmořské výšce 193 m.
Město má od západu k východu i od severu k jihu 7 kilometrů. Avšak je mírně prodlouženo (8,5 km) směrem od jihozápadu (z ulice Brestská) na severovýchod (na ulici Fabrická) a zmenšeno (6,3 km) od severu (ulice Sovětská) na jihovýchod (ulice Froljenkova). Plocha zastavěná městem dosahuje rozlohy 84,96 km² (údaj z 12. 8. 2012). Hustota obyvatelstva je více než 3 000 obyv./km².
Nejsevernějším bodem města je ulice Korolika, která se nachází severně od firmy РУПП „Барановичский завод автоматических линий“. Nejjižnějším je městská část Uznohi. Nejzápadnější bod se nachází na ulici Badaka, nejvýchodnější naopak na křižovatce ulic Kašatanavá a Jehorova. Geometrický střed města se nachází na Leninově náměstí. Celkem má město asi 500 ulic a uliček s celkovou délkou 252,8 km (z toho je dobře vybavených 129,8 km a osvětlených 240 km).
Město má velmi výhodnou geografickou polohu a je významným uzlem hlavních železničních trati a silniční komunikací. V blízkosti města je umístěn magistrální plynovod, rozvinutý systém rozvodu energie a vody. Ve městě je v provozu řada velkých průmyslových podniků.
Město Baranavičy je nejen jedním z největších měst v Bělorusku podle počtu obyvatel (osmé největší v zemi), ale také jedním z nejdůležitějších průmyslových, kulturních a vzdělávacích center Běloruska.

## Historie

### Počátky a založení
Vznik města Baranavičy je spojen s výstavbou železniční tratě Moskva — Brest. Počátek městu dala malá železniční stanice Baranavičy (podle názvu jedné z vesnic, která se nacházela nedaleko od ní), která byla uvedena do provozu v listopadu 1871. Kolem ní následně vznikla osada, která měla v polovině 80. let 19. století okolo 1 500 obyvatel a 120 domů.
V květnu 1884 byl osadě udělen status městečka (městyse) pod názvem Razvadova (podle jména majitele místního panství Razvadovského). V prosinci 1884 byl zahájen provoz na traťovém úseku Vilnius — Luniněc — Pinsk a následně vznikla ještě jedna stanice Baranavičy Paljeskaje (Баранавічы Палескае) ve vlastnictví Poleských železnic, která se následně stal druhým centrem vznikajícího města. Osada, která se začala vytvářet kolem nádraží, získala název Novyja Baranavičy.
V 90. letech 19. století se tyto osady spojily do jedné velké osady — Baranavičy Razvadova (Баранавічы-Развадова, později Baranavičy), která měla dvě železniční stanice. Nově vzniklá osada měla 12 tisíc obyvatel, nebyly tu mosty, chodníky, osvětlení, školy, lékárny ani kostely.
Na počátku prvního desetiletí 20. století se Baranavičy stalo největším městečkem v Navahrudském povětu s 30 tisíci obyvateli, čtyřmi kostely, římsko-katolickou kaplí, deseti modlitebnami, sedmi základními školami, dvěma lékárnami, divadlem a kinem «Эдэм». Ve městě bylo 13 praktických lékařů, 6 zubařů, 8 porodních asistentek a jeden veterinář. Mezi největší průmyslové podniky patřily tři cihelny, mlékárny, dvě pily pro zpracování dřeva, železniční fabriky, tři mlýny.

### První světová válka
Na počátku První světové války v roce 1914 se v městečku nacházelo sídlo Vrchního velitelství Ruské armády, které desetkrát navštívil car Mikuláš II. Od 24. září 1915 bylo Baranavičy pod okupací německých vojsk. Z důvodu podpory Brusilaŭského praporu se v létě roku 1916 v blízkosti Baranovičy uskutečnila Skrobava-Haradziščanská operace (též známá jako Baranavická operace). Německá vojska město opustila 4. ledna 1919. Do města přišel oddíl Rudé armády.
Dne 5. ledna 1919 byla ustanovena sovětská vláda. Od 6. února bylo město centrem Baranavického povětu Minské gubernie BSSR. V důsledku vstupu polské armády dne 15. března 1919 Sověti rychle opustit město. Dne 18. března si oddíl polské kavalerie v čele s majorem Władysławem Dąbrowským bere město Baranavičy. Polští vojáci našli velké množství zbraní, střeliva a dalších vojenských zdrojů a také zajali mnoho bolševických vojáků.
Již 23. března 1919 polská armáda opustila město a 25. března padlo do moci bolševikům. V důsledku nové ofenzívy polské čety plukovníka Aljaksandra Baruščaka je město znovudobyto k ránu 19. dubna 1919. Poté fronta na nějaký čas zůstala na bývalé německo-ruské frontě na řece Sčara.
Polské ozbrojené síly ustupující od Bereziny opustili město na úkor Sovětu 19. července 1920. Po porážce u Varšavy a rychlém stažení všech vojsk Rudé armády bylo město 30. září 1920 v držení polské divize. Následně započalo období klidu.

### Součást Polska a situace 17. září 1939

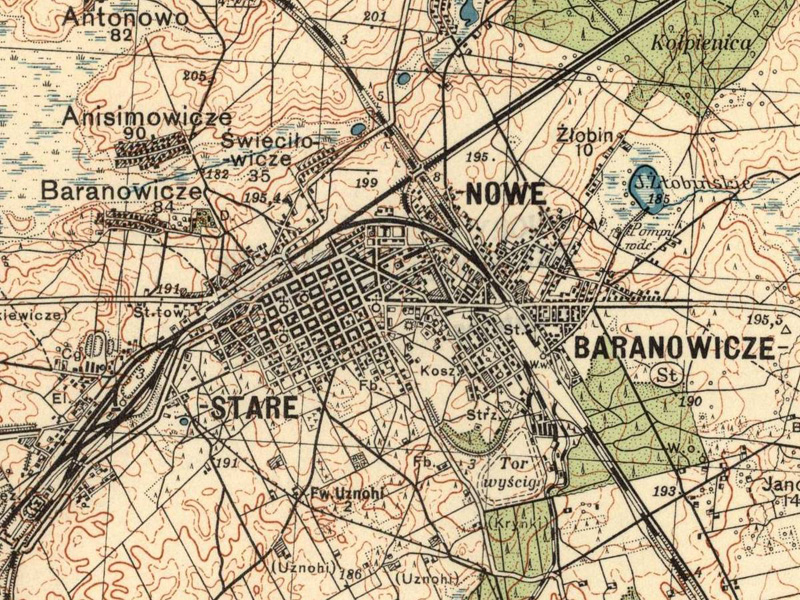
Mapa města v r. 1934

V roce 1921, kdy byla podepsána smlouva v Rize, se město stalo součástí meziválečné Polské republiky. Od 4. ledna 1919 mělo Baranavičy statut centra Baranavického povětu Navahrudského vojvodství.
V roce 1924 zde byl postaven dřevěný katolický kostel Povýšení svatého Kříže. Ve městě se také nacházel pomník a hrob neznámého polského vojáka, který tak byl druhým po Varšavě. V roce 1938 bylo uvedeno do provozu Polské rádio Baranavičy (Польскае Радыё Баранавічы), jedním z jeho cílů bylo zabránit nárůstu sovětské propagandy v rozhlase. V městečku Baranavičy měla základnu Navarudská jízdní brigáda, která byla od roku 1937 pod vedením generála Władysława Anderse.
Dne 1. dubna 1938 byla do katastru města začleněna část obce Dubava o rozloze 18 318 hektarů. Na počátku druhé světové války 15. září 1939 německé letouny prováděly bombardování Baranavické rozhlasové stanice a hlavního nádraží. Zničil několik vlaků, zabily a ranily mnoho lidí, ale rozhlasová stanice zůstala neporušena.
Od počátku Invaze Rudé armády do Západní Běloruska a na Ukrajinu (1939) se na území Baranavického povětu začaly objevovat případy loupeží a vražd. Oběťmi byly bohatí občané a členové polské správy (většinou Poláci), zločiny páchali bandité, místní komunisté, rolníci a obyvatelé města (většinou Bělorusové a Židé).
Nejvíce trestných činů bylo spácháno pod vlivem sovětské propagandy. Proto hlava magistrátu Jan Vengžyn vytvořil takzvanou „policii“, která čítala na 186 Poláků s kulomety a modrými páskami na rukou, jejž měla chránit město před anarchií. Proti její existenci velmi brojila skupina místních komunistů. Policie fungovala do 14 hodin 17. září 1939, kdy do města vešly sovětské jednotky. Díky tomu bylo Baranavičy jedním z mála míst v západním Bělorusku, kde se v prvních hodinách po příchodu Rudé armády neodehrály masakry místních Poláků.

### Součást Sovětské svazu

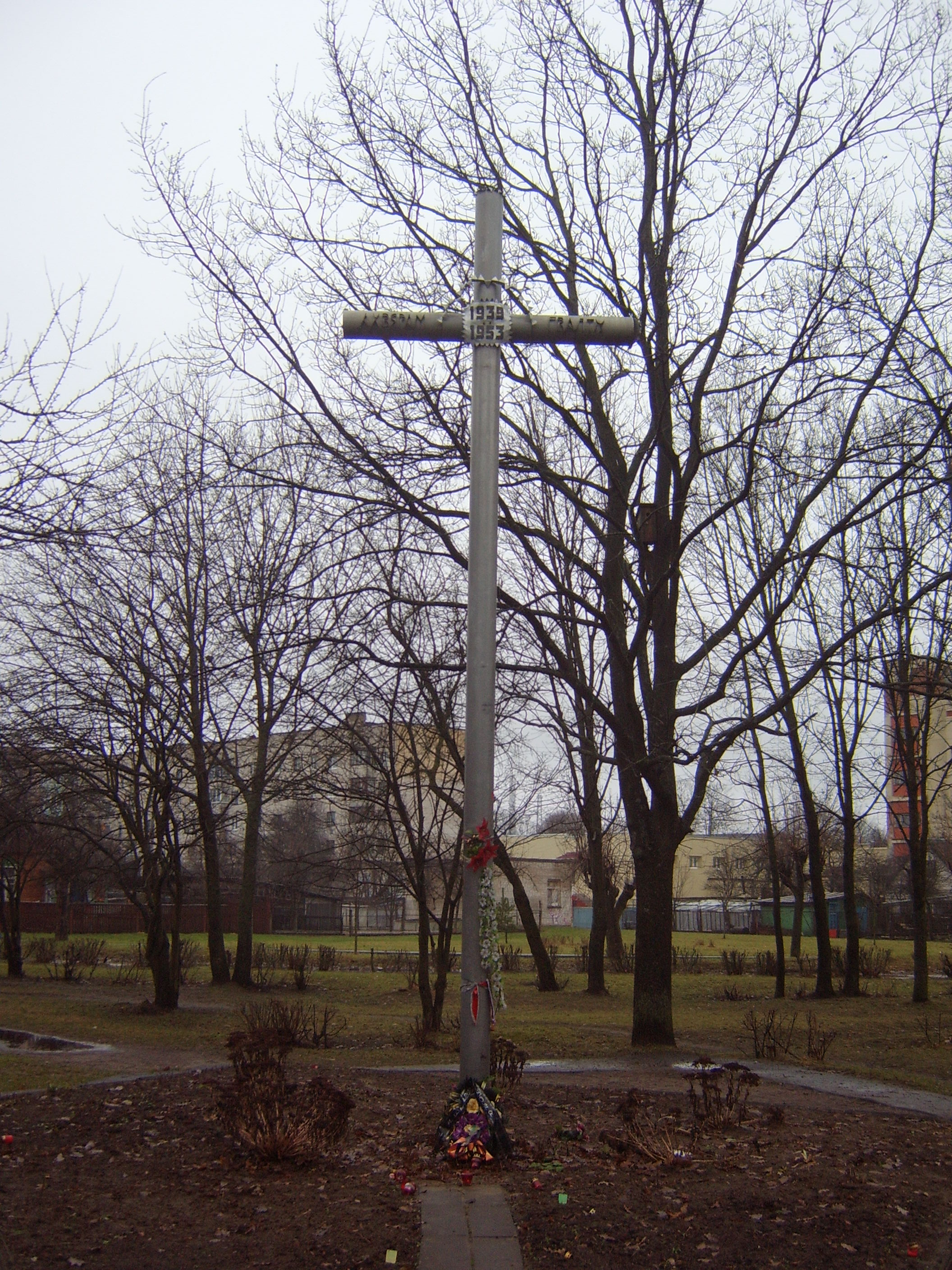
Kříž věnovaný obětem bolševických represí 1939—1953

Dne 2. prosince 1939 byly Baranovičy začleněny do Sovětského svazu. Od 4. prosince 1939 do roku 1954 byly regionálním centrem BSSR. Do začátku Velké vlastenecké války byla ve městě odstraněna nezaměstnanost, v provozu byly školy vyučující bělorusky, rusky, polsky a hebrejsky. Fungovalo činoherní divadlo, pedagogický institut a byly vydávány noviny „Rudá hvězda“ (Чырвоная звязда).
Zároveň byly prováděny odsuny polských vojáků, policistů a úředníků. Úřady započaly s nuceným přestěhovány jejich rodin. V tabulce jsou data provedených přestěhování, počet přestěhovaných obyvatel a oblasti, kam byly přestěhováni.
| Datum přesunu   | Počet osob | Místo přesunu               |
| --------------- | ---------- | --------------------------- |
| 14. dubna 1940  | 1 290 osob | Gorkovská oblast            |
| 14. dubna 1940  | 1 049 osob | Akmolská oblast, Kazachstán |
| 14. dubna 1940  | 713 osob   | Východokazašská oblast      |
| 16. dubna 1940  | 1 378 osob | Čeljabinská oblast          |
| 20. dubna 1940  | 994 osob   | Akťubinsk, Kazachstán       |
| 30. června 1940 | 785 osob   | Sverdlovská oblast          |

### Německá okupace
Po neúspěšné obraně města od 26 do 27. června 1941 padlo Baranovičy do rukou Němců. Dne 28. června zde bylo vytvořeno židovské ghetto, které bylo zcela zlikvidováno 17. prosince 1942. Za celé období války bylo ve městě zabito asi 12 000 Židů.
Běloruští vlastenci, kteří se vyhnuli přesunu mladých lidí do Německa, následně otevřeli ve městě několik škol. Ve městě byla v provozu střední lékařská škola (se 360 studenty a 33 učiteli), střední obchodní škola (se 120 studenty a 15 učiteli), střední umělecká škola (se 30 studentů), střední hudební škola pod vedením skladatele Spaského, střední technická škola (se 150 studenty a 20 učiteli), kurzy pro učitele (se 100 studenty), maturitní kurzy pro více než 60 studentů.
V provozu byl Běloruský národní dům kultury pod vedením Šydloŭského, účinkoval zde pěvecký sbor, taneční soubor, divadelní skupina a smyčcový orchestr. Město bylo osvobozeno 8. července 1944 během operace Bagration vojsky Prvního běloruského frontu.

### Po druhé světové válce
Dne 16. srpna 1945 Polsko a Sovětský svaz přijalo dohodu týkající se hranic. Podle mezinárodního práva od té doby Baranovičy formálně přestalo být součástí polského území pod sovětskou okupací a stal se součástí území Běloruské sovětské socialistické republiky.
Již v prvním poválečném desetiletí byla ve městě kompletně obnovena předválečnou úroveň průmyslu, v provozu bylo asi 40 průmyslových podniků, družstev a dílen. Mezi nimi např. Чырвоны мэталіст (nyní vyrábějící obráběcí stroje), závod na výrobu motorů (v současnosti vyrábí agregáty do automobilů), артэль «Камунарка» (nyní se zabývá pletením), артэль «Усход» (zabývá se výrobou uměleckých předmětů), která je dnes jednou z největších podniků ve městě.
V roce 2012 byli do města Baranavičy začleněny obce Anisimavičy (Анісімавічы), Baraŭcy (Бараўцы), Zornaja (Зорная) a Uznohi (Узногі).

## Kultura
Pro obyvatele města Baranavičy je k dispozici místní Dům kultury, Palác kultury «Тэкстыльнік» a jiné domy kultury. Mezi obyvateli jsou populární folklorní taneční soubory «Юнацкасьць», «Юрачка», «Лялька», skupiny společenských tanců «Фіеста», «Вэстма» a také skupiny pódiových tanců «Ваяж» a mnoho dalších amatérských skupin. Městský symfonický orchestr často vystupuje na turné v zahraničí. Působí zde populární popová skupina «Явар» pod vedením skladatele Fjodara Žyljaka.
Ve městě byla založena řada známých hudebních skupin, které zde stále působí. Mezi nimi i laureát mezinárodních soutěží skupina «Контраданс» (později přejmenována na «Літуус»). Tato skupina byla vytvořena v roce 1992 absolventy nejvyšších hudebních institucí Běloruska. Baranovický básník Vadzim Luhaŭski absolvoval Moskevskou umělecké akademické divadlo se specializací na režiséra (tvůrčí dílna Aljeha Tabakova). Písně obsahující jeho verše mají v repertoáru Ŭladzimier Presňakov, Valjera Zalkina, Ulada Stašeŭski či Ryhor Ljeps.

## Masová média
V roce 1911 je vydáno první číslo «Баранавіцкі лісток абвестак». Bylo zdarma a obsahovalo jízdní řády vlaků a místní reklamy. Po přistoupení západního Běloruska k Běloruské SSR v 21. září 1939 vyšlo první číslo deníku «Голос Рабочего» v běloruském i ruském jazyce.
Dne 1. prosince 1939 byly noviny přejmenovány na «Чырвоная Звязда» a byly úplně v běloruštině. Bylo vydáno 20 000 výtisků. Během německé okupace byla vydávána «Баранавіцкая газэта», která byla v lednu 1944 přejmenována na «Пагоня» (poslední číslo vyšlo 26. června 1944). V tomto okamžiku rudí partyzáni začali od dubna 1943 vydávat noviny «Чырвоная Звязда». Dne 30. prosince 1994 bylo zveřejněno první číslo novin „Intex-Press“, což jsou místní nezávislé novin, které později dosáhly nákladu 20 tisíc výtisků.

## Ekonomika

### Strojírenský průmysl
V roce 2009 se objem průmyslové výroby vyšplhal ve skutečných prodejních cenách na 1,32 bilionu rublů. Páteř ekonomiky města tvoří na čtyři desítky firem, které zabývají strojírenským průmyslem a výrobou obráběcích strojů, stavebnictvím, lehkým a potravinářským průmyslem. Firmy své výrobky produktuvují nejen pro společnosti v Bělorusku, ale exportují je do celé řady zemí Společenství nezávislých států (SNS) a do zahraničí.
Z oblasti strojního průmyslu jsou nejdůležitější ОАО «558 Авиационный ремонтный завод» (zabývá se opravami a modernizací vojenských letadel a vrtulníků, vývojem a výrobou elektronických zařízení pro ochranu), ЗАО «Атлант» (produkuje kompresory pro Minskou společnost vyrábějící chladničky a různé domácí spotřebiče), ОАО «Барановичский автоагрегатный завод» (vyrábí komponenty a zařízení používané při výrobě motorových vozidel z rodiny «МАЗ» a traktorů «Беларус»), РУП «Барановичский завод автоматических линий» (vyrábí obráběcí stroje, automatické linky a také uskutečňuje dodávky nestandardních zařízení pro rekonstrukci lokomotiv a železničních vozů), ОАО «Барановичский завод станкопринадлежностей» (vyrábí příslušenství pro obráběcí stroje: svěrky, sklíčidla, tlakové láhve, elektromagnetické upínací hlavy, otočné stoly), ОАО «Барановичский завод торгового машиностроения» (vyrábí široký sortiment strojů a zařízení pro podniky veřejného stravování a obchody).

### Ostatní průmysly
Z oblasti chemického průmyslu můžeme jmenovat ОАО «Бархим», který vyrábí spotřební chemikálie do domácností. Ve stavebním průmyslu působí společnosti АО «Завод железобетонных изделий» a ОАО «Барановичский комбинат железобетонных конструкций». V provozu jsou i firmy, které se zabývají dřevozpracujícím průmyslem. V potravinářském průmyslu podnikají společnosti, které se specializují na výrobu potravinářských, mléčných, masných, pekárenských a mlynářských produktů. V lehkém průmyslu podnikají společnosti ОАО «Барановичское производственное хлопчатобумажное объединение» a «Барановичская швейная фабрика».

### Role železničního uzlu
Město Baranavičy je významným železničním uzlem, ve městě se nachází 14 strukturálních jednotek (podniků) Baranavické filiálky Běloruských železnic.

## Demografie
- 1996 — 167 300 obyv.; 2001 — 168 395 obyv.
- 2002 — 168 116 obyv.; 2003 — 167 907 obyv.
- 2004 — 167 201 obyv.; 2005 — 166 786 obyv.
- 2006 — 166 122 obyv.; 2007 — 166 075 obyv.
- 2008 — 166 304 obyv.; 2009 — 166 754 obyv.
- 2010 — 168 098 obyv.; 2011 — 169 094 obyv.
- 2012 — 169 841 obyv.; 2013 — 170 685 obyv.
- 2014 — 177 177 obyv.; 2015 — 178 889 obyv.
- 2016 — 179 122 obyv.; 2017 — 179 439 obyv.
- 2018 — 179 166 obyv.[2]

Podle údajů z 1. října 2015 mělo město Baranavičy celkem 178 889 obyvatel. Růst počtu obyvatel je způsoben výstavbou nových rajónů (čtvrtí). V současné době je budován na jihozápadě města nový rajón pro 20 tisíc obyvatel zvaný Bobrovki. V generálním plánu města Baranavičy je naplánována výstavba i dalších nových rajónu města například Dobovo, Severnyj-2 či Borovcy.
Na konci roku 2012 bylo do územního plánu zařazeno 11 osad, které dříve spadaly pod správu Baranavického rajónu. Počet obyvatel se tak najednou navýšil o 7 730 osob, které byly zaregistrovány na včleněném území. Úroveň přirozeného přírůstku ve městě byla pozitivní a v roce 2010 činila +0.035 % z celkového počtu obyvatel. V roce 2010 na připadalo na 2 197 narozených 2 137 zemřelých (+58). Ve stejném období roku 2009 byly hodnoty 2 157 a 2 203 (-46).

## Osobnosti
- Andrej Kutsila (* 1983) – běloruský dokumentární režisér a scenárista, žijící v Polsku
- Ihar Losik (* 1992) – běloruský blogger a konzultant běloruské sekce rádia Svobodná Evropa, od června 2020 vězněn
- Sergej Loznica (* 1964) – ukrajinský filmový režisér
- Aliaksandr Yasinski (* 1989) - akoredeonista a skladatel

## Pamětihodnosti
- Historické budovy města z konce 19. a počátku 20. století
- Katedrála sv. Basila (1924—1931) se sedmi mozaikovými deskami (1902—1911), ulice Kujbyšava
- Chrám Povýšení svatého Kříže (1924—1925), ulice Kujbyšava 34
- Kostel Panny Marie z Fatimy (1998)
- Kostel svatého Žonak-Miranosic
- Kostel svatého Alexandra Něvského
- Kostel svatého Jana Pavla II
- Leninův pomník na Leninově náměstí

### Galerie, 1

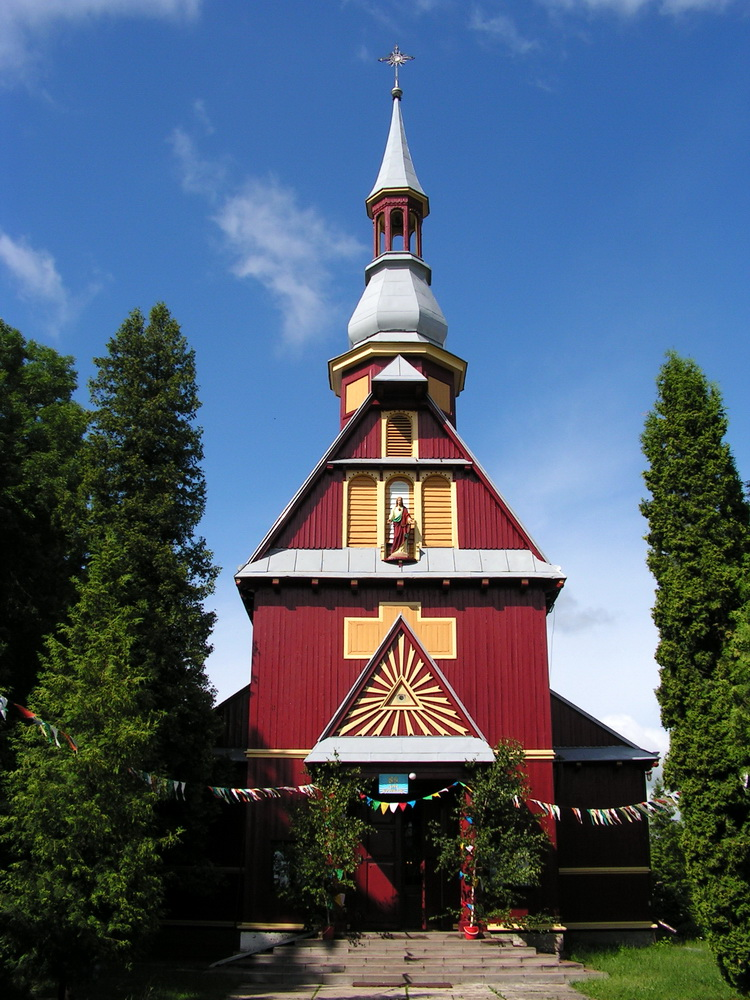
Chrám Povýšení svatého Kříže
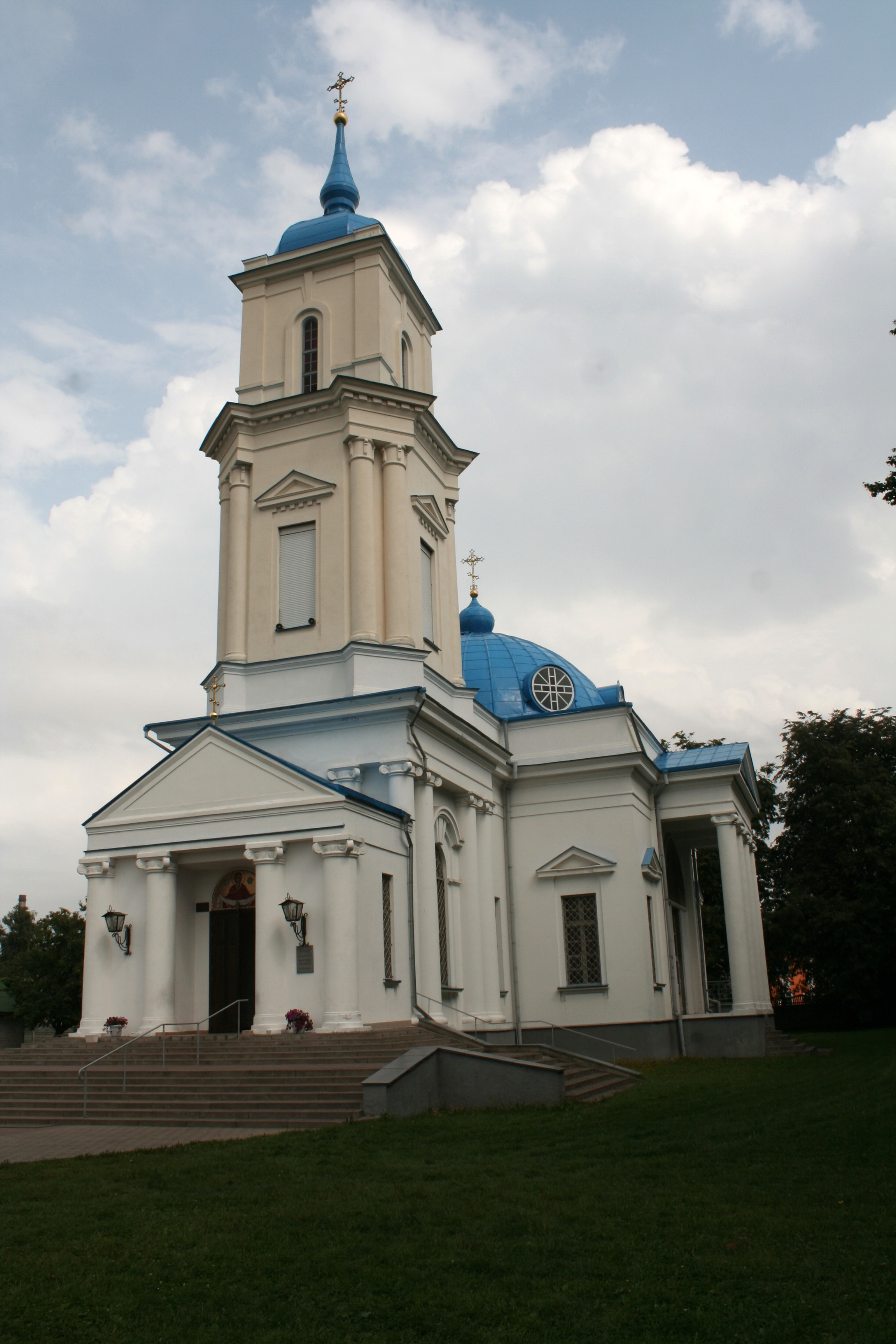
Katedrála sv. Basila (1924—1931)
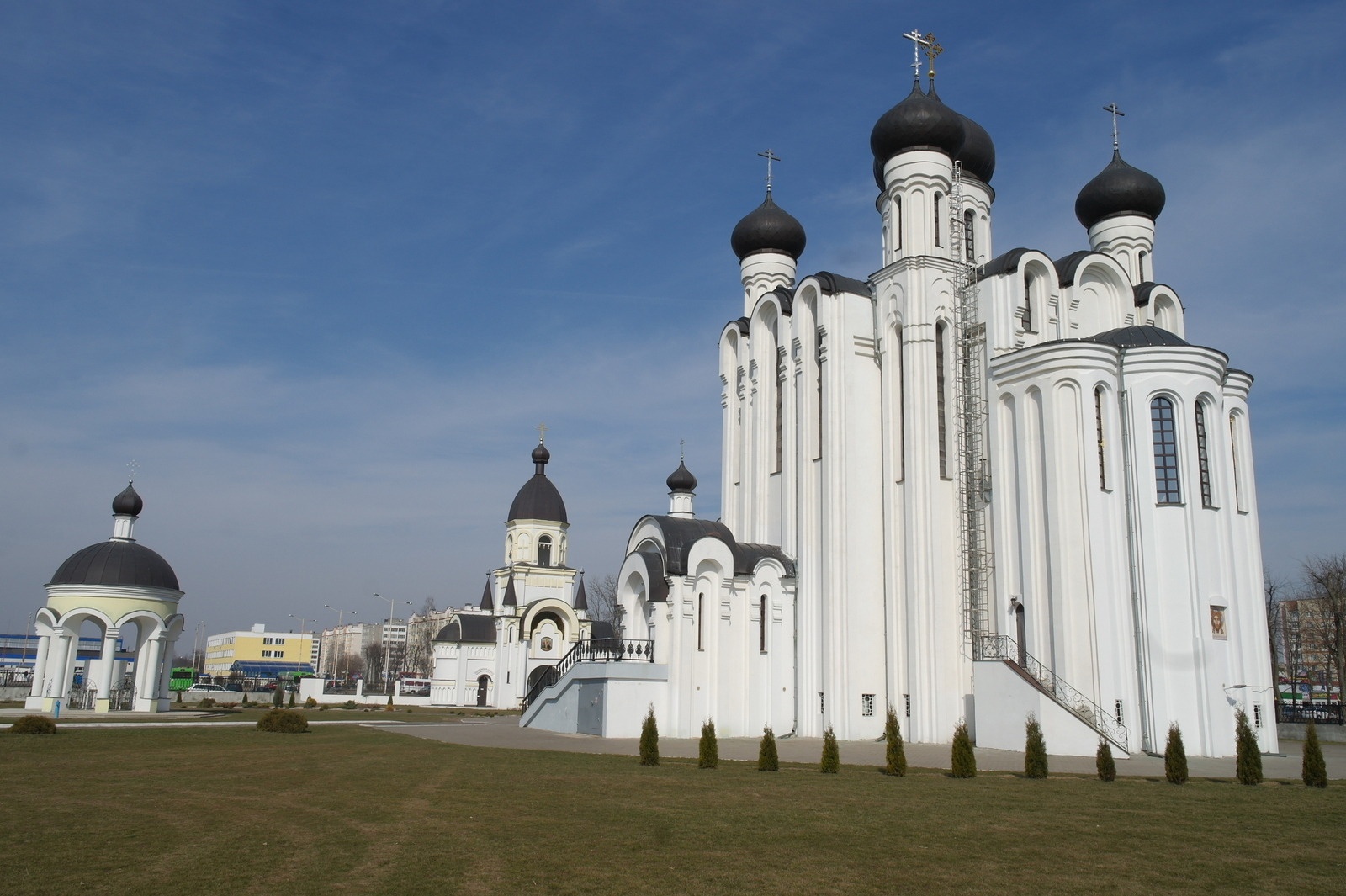
Kostel svatého Alexandra Něvského
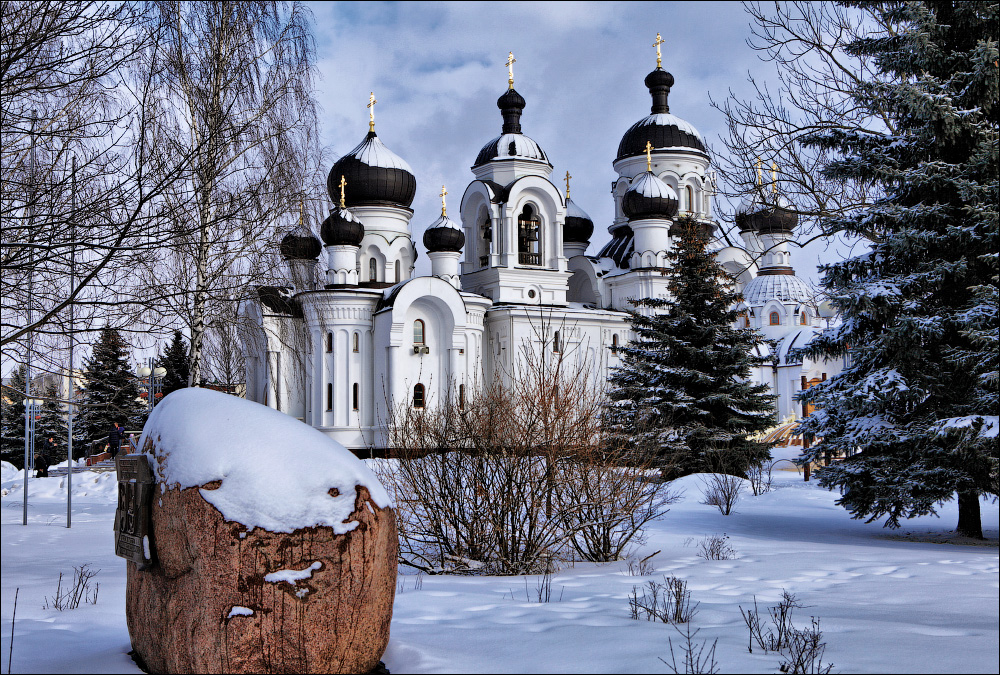
Kostel svatého Žonak-Miranosic
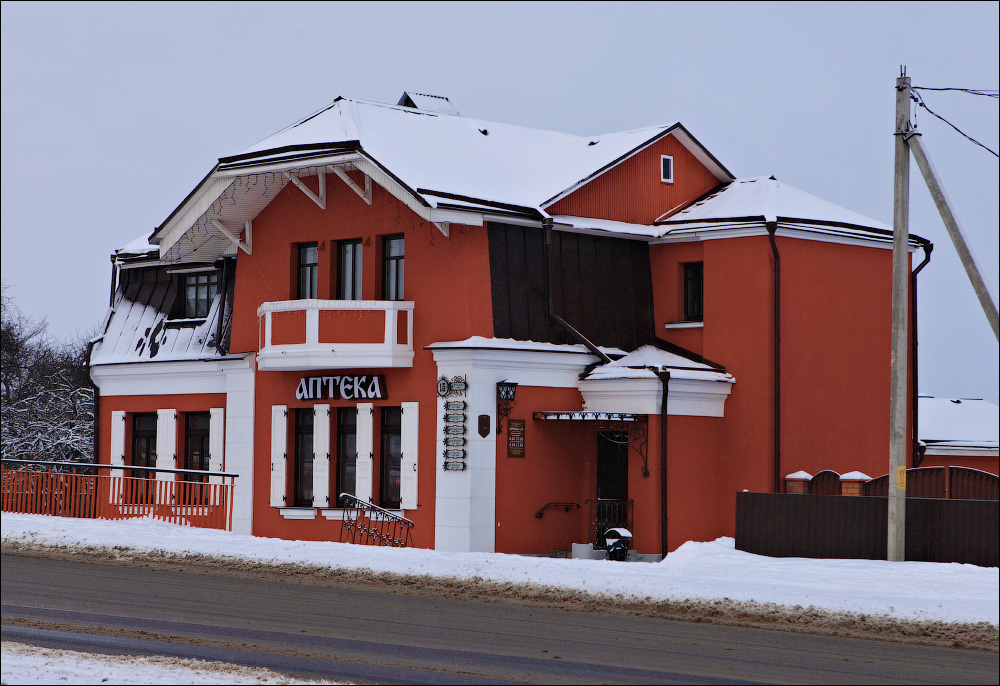
Místní lékárna
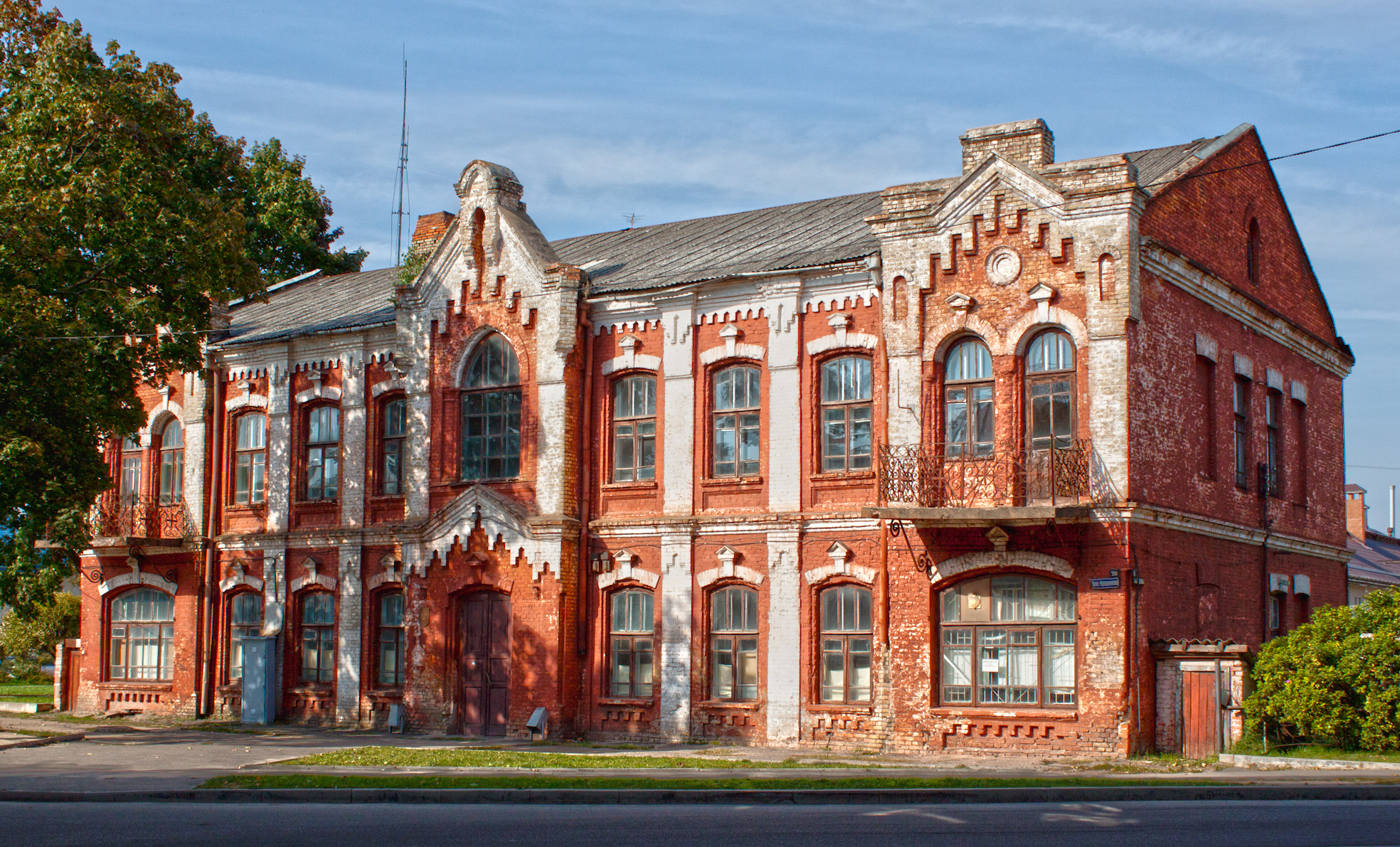
Budova na ulici Fraljankova 50

- Kostel sv. Zikmunda, ulice Ethusiastů 51, pohled ze Sjaržanské ulice
- Budova banky (1927—1929), ulice Savěckaja 77
- Budova lékárny Lajeŭskaha (30. léta 20. století), ulice Telmana 15
- Budova hasičské stanice (30. léta 20. století), ulice Telmana 21
- Budova (počátek 20. století), ulice Fraljankova 11
- Budova (1902), ulice Fraljankova 50
- Budova rozhlasové stanice (30. léta 20. století), ulice Kamsamolskaja 65
- Památkový komplex «Урочышча Гай» (1971—1972)

### Galerie, 2

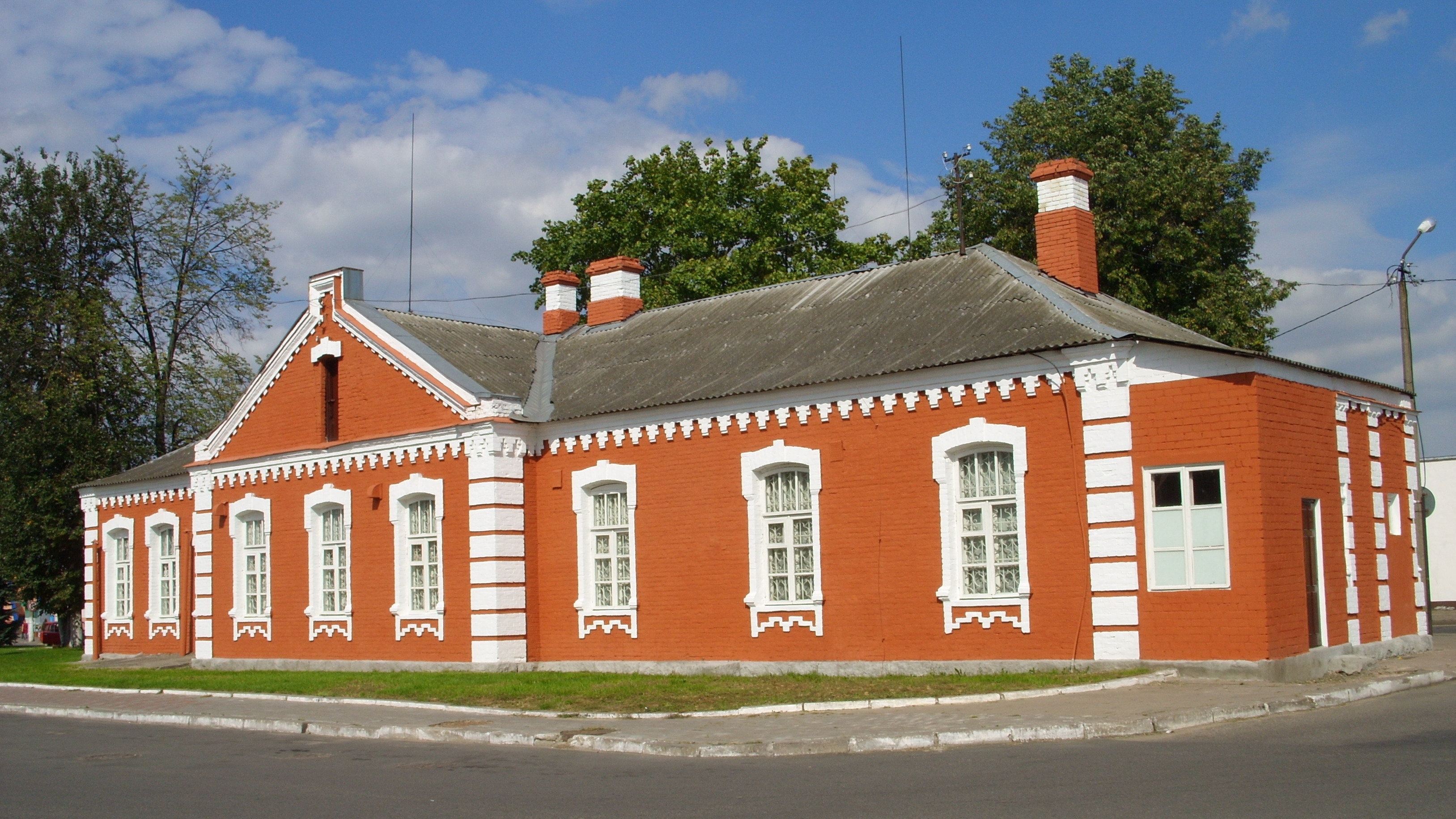
Budova, ulice Fraljankova 11
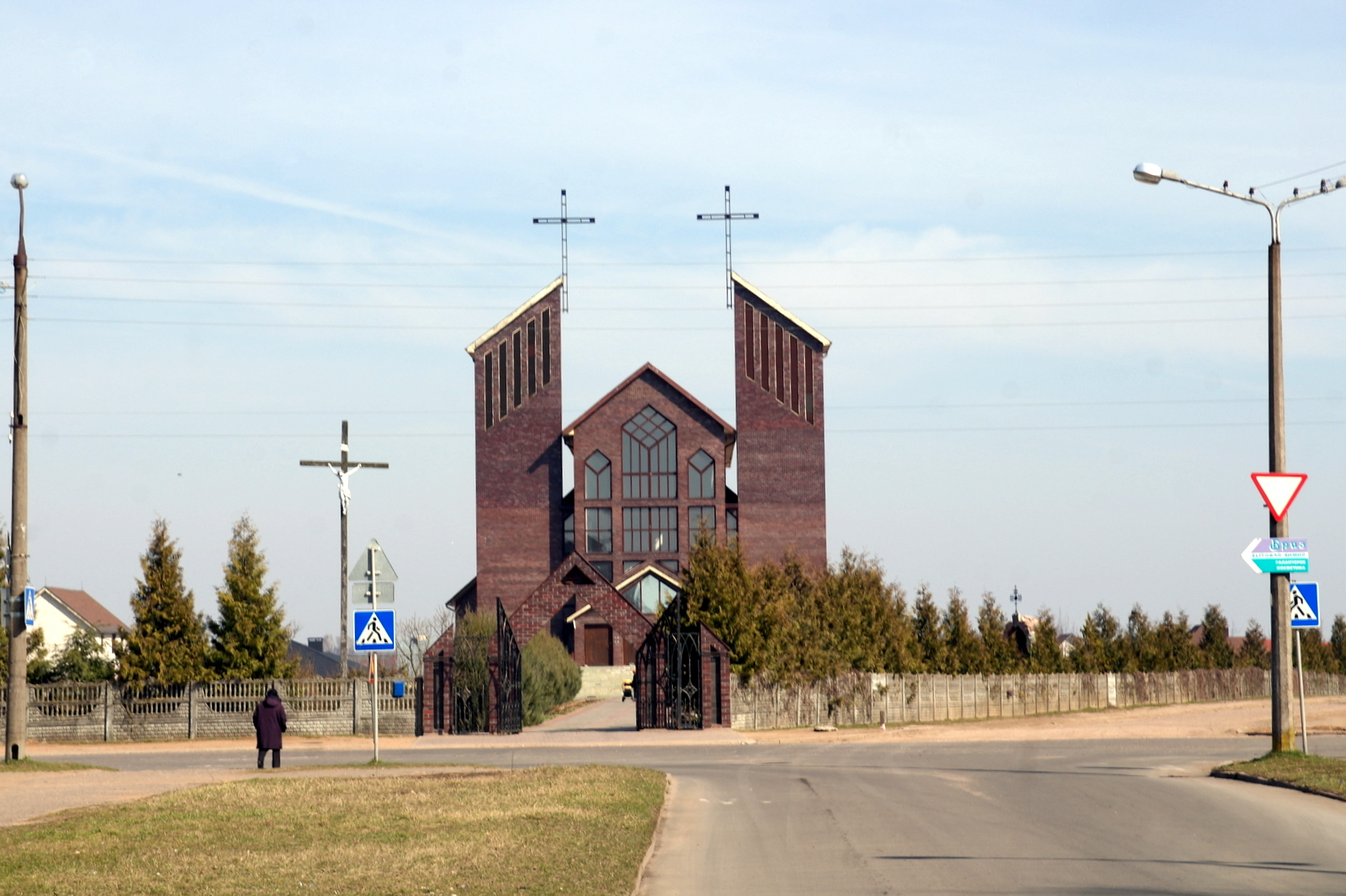
Kostel sv. Zikmunda
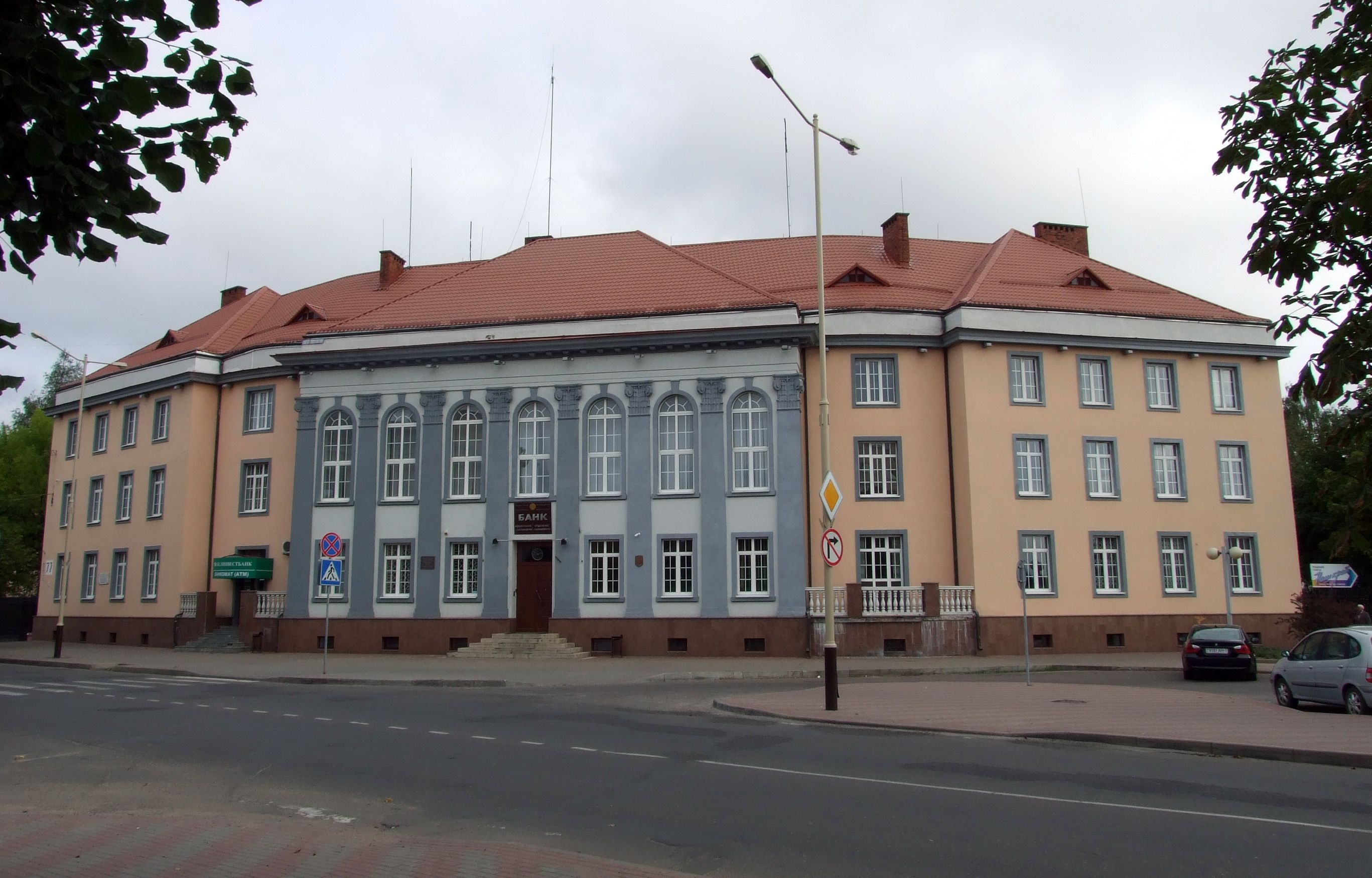
Místní budova banky
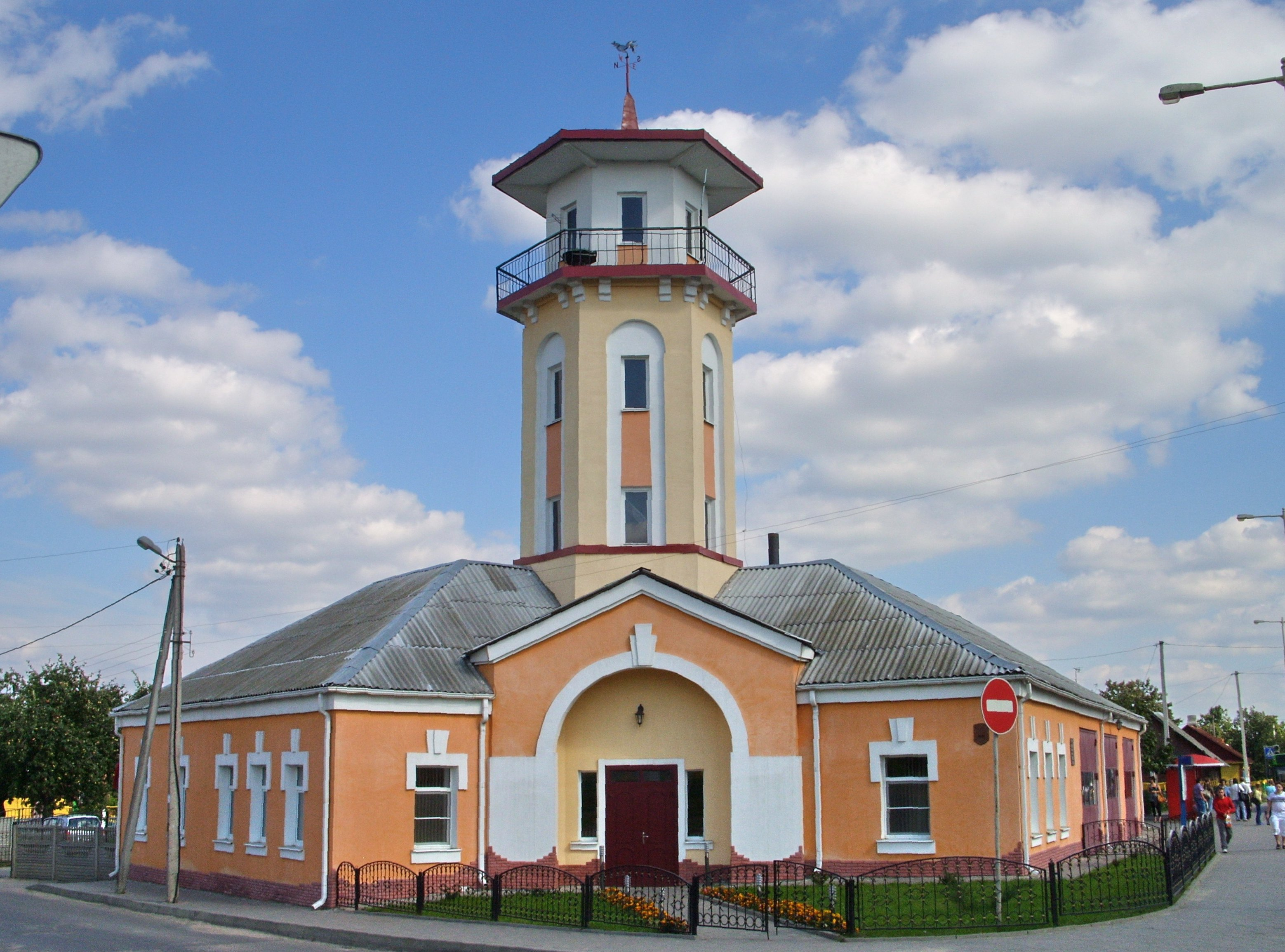
Hasičská stanice
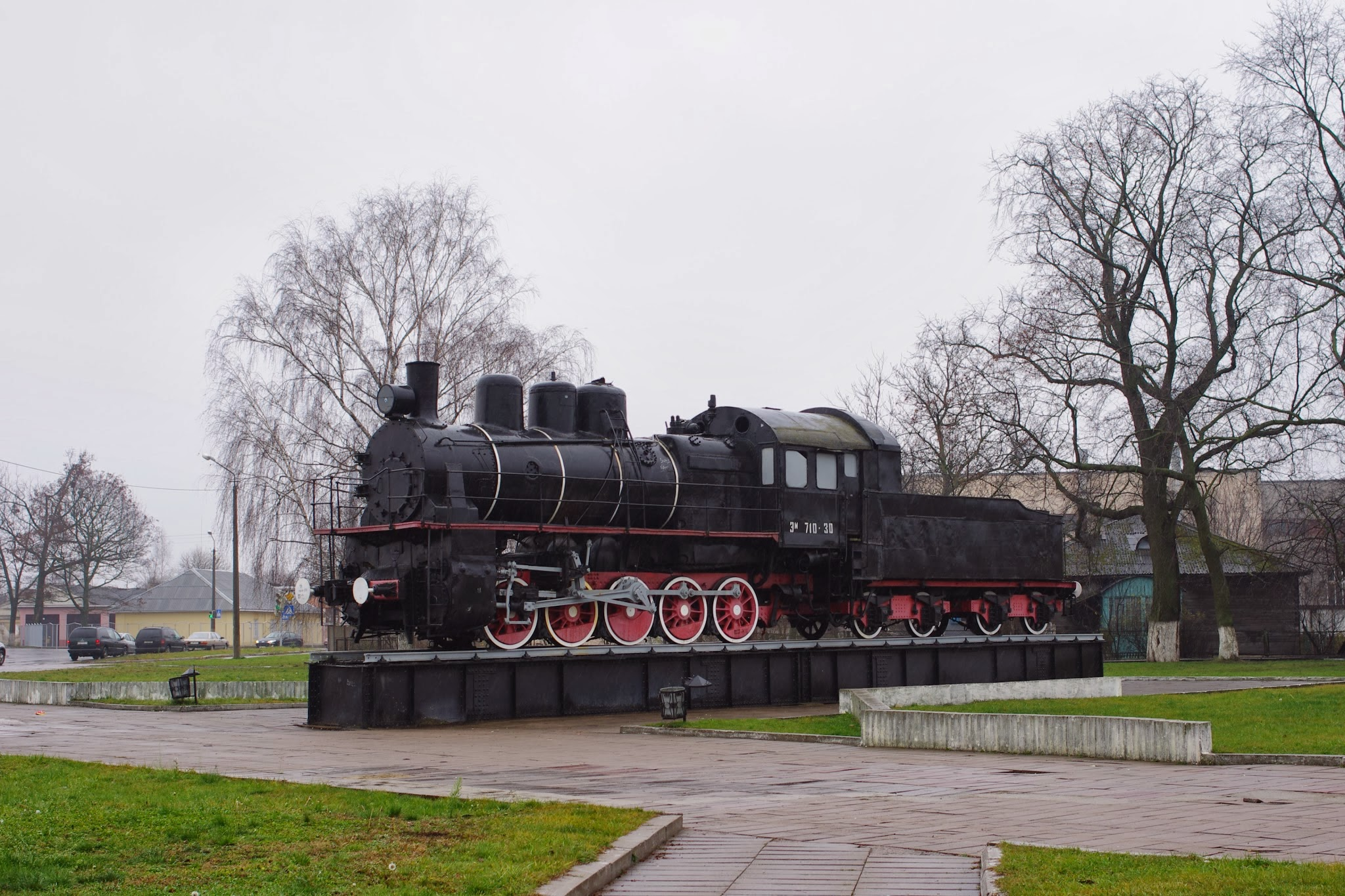
Monumentální lokomotiva
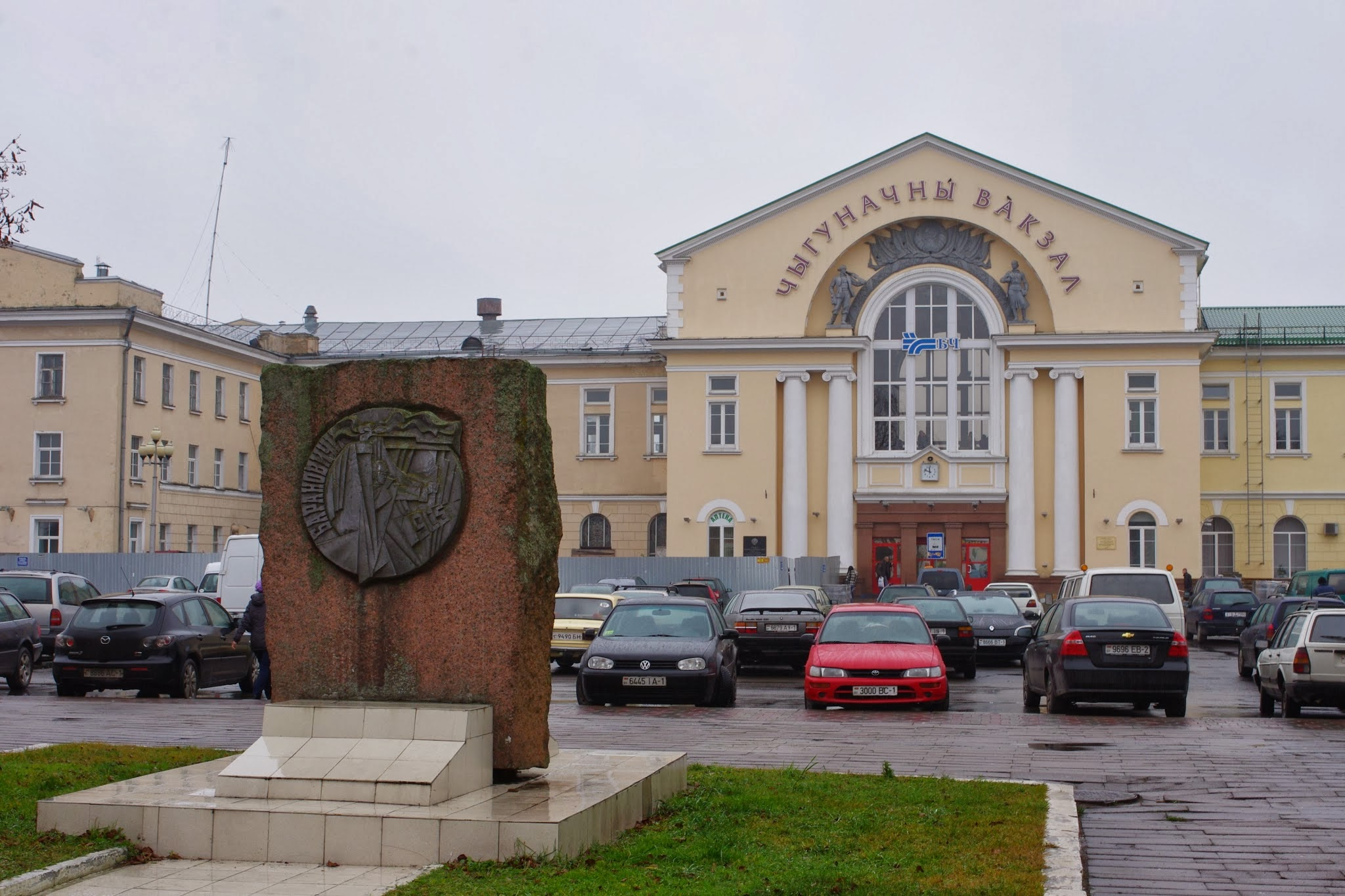
Železniční stanice Baranavičy

- Královské panství (1871)
- Panství rodiny Radvadoŭských (konec 19. a počátek 20. století)
- Synagoga (konec 19. století)
- Starý park
- Památníkový komplex «Памяць» na místě vraždy a pohřbu 31 tisíc sovětských zajatců a vězňů koncentračního tábora № 337 (1964, 2005), ulice Brestská
- Vojenská část civilního hřbitova (1944), hřbitov na ulici Zaharadnaj
- Památník vojákům a partyzánům, kteří osvobodili město Baranovičy od německých fašistických vojsk 8. července 1944 (1964, 1984), ulice Lenina
- Památníkový komplex hrobů obětí fašistického teroru, vězňům Baranovického ghetta (1944), ulice Čarnyšeŭského, Rahuli
- Busta Sjarheje Ivanavieč Hrycavice (1949), ulice Komsomolskaja
- Pamětní nápis na počest partyzánů z Branavičského hnutí (2003), ulice Čkalava, poblíž parku

### Galerie, 3

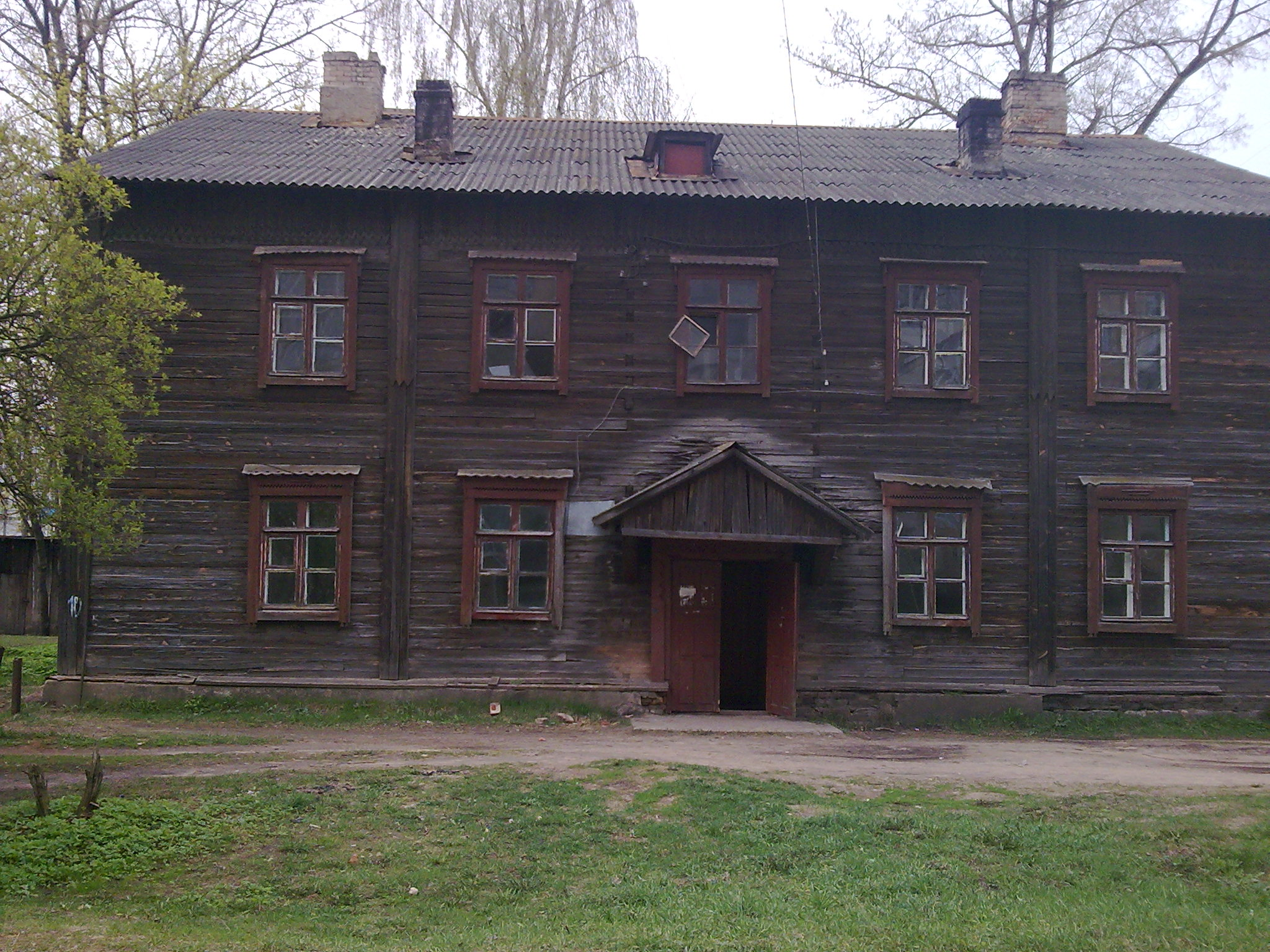
Jeden z dřevěných domů ve městě
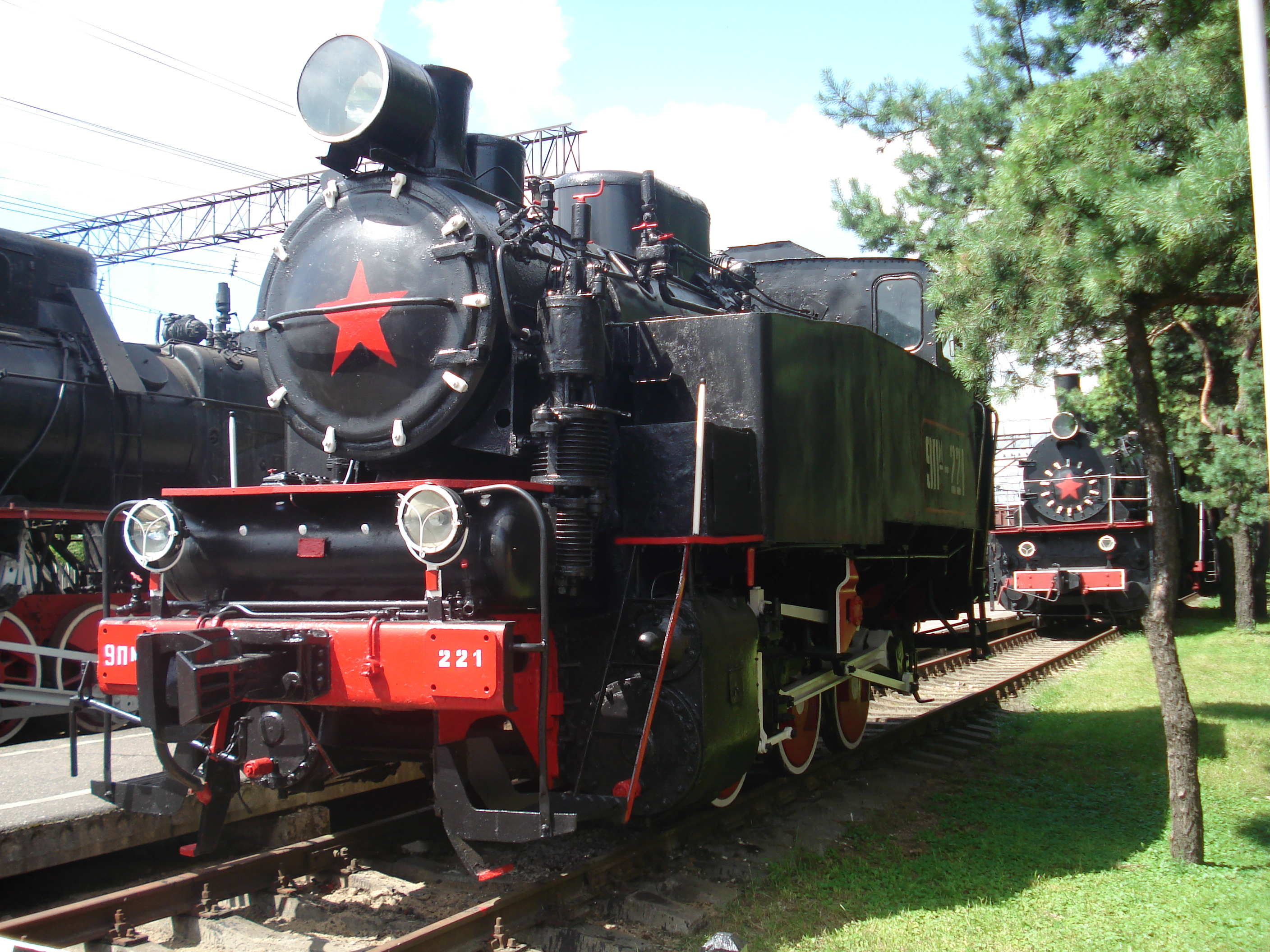
Lokomotiva typu 9Пм-221, muzeum železnice
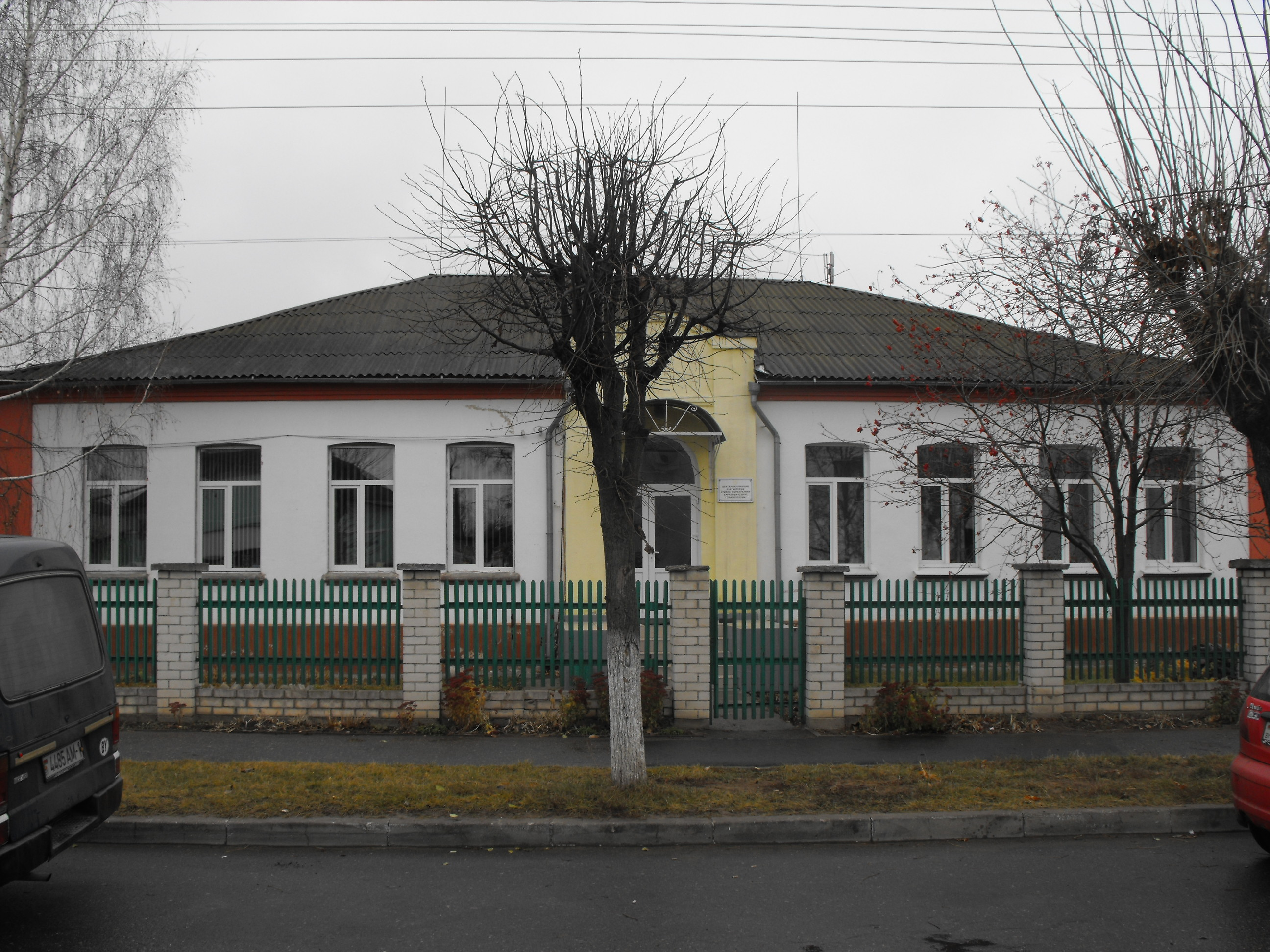
Synagoga na ulici Majakovského, 12
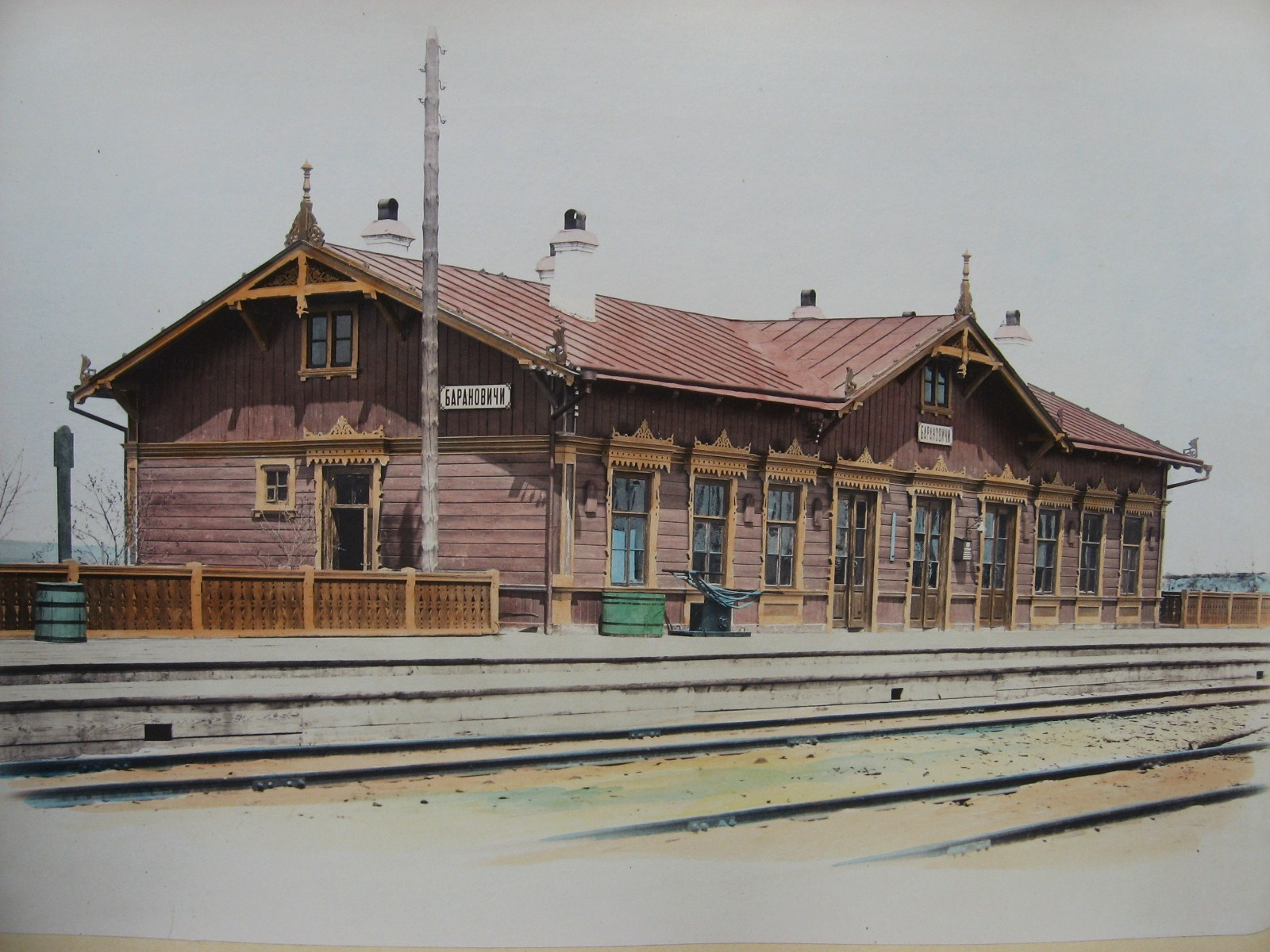
Železniční stanice Baranavičy Paleskija (1880)
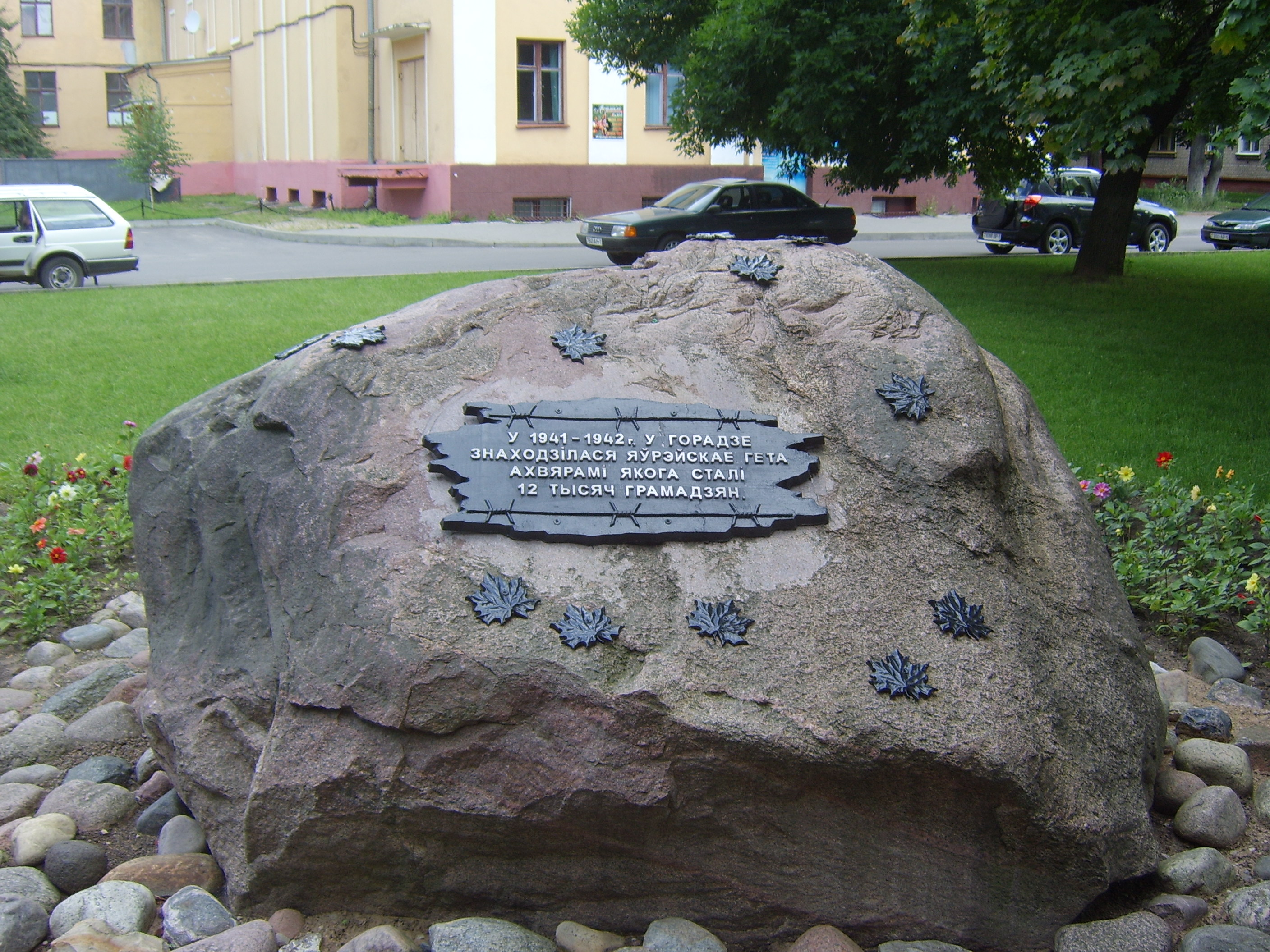
Památník holokaustu v Baranavicích
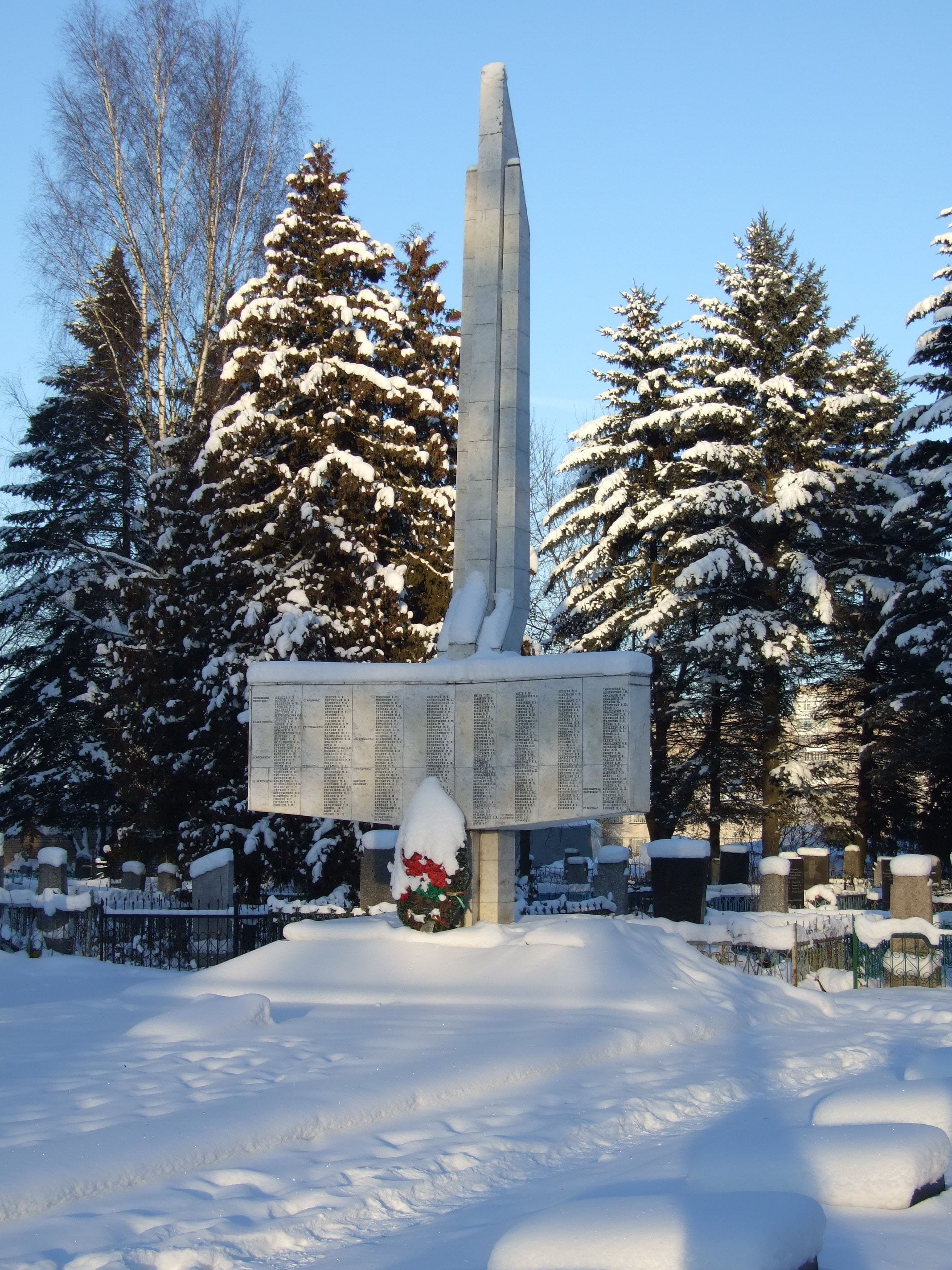
Masový hrob sovětských vojáků

## Klima
Podnebí ve městě Baranavičy:

| Baranavičy – podnebí                                 | Baranavičy – podnebí | Baranavičy – podnebí | Baranavičy – podnebí | Baranavičy – podnebí | Baranavičy – podnebí | Baranavičy – podnebí | Baranavičy – podnebí | Baranavičy – podnebí | Baranavičy – podnebí | Baranavičy – podnebí | Baranavičy – podnebí | Baranavičy – podnebí | Baranavičy – podnebí |
| Období                                               | leden                | únor                 | březen               | duben                | květen               | červen               | červenec             | srpen                | září                 | říjen                | listopad             | prosinec             | rok                  |
| ---------------------------------------------------- | -------------------- | -------------------- | -------------------- | -------------------- | -------------------- | -------------------- | -------------------- | -------------------- | -------------------- | -------------------- | -------------------- | -------------------- | -------------------- |
| Nejvyšší teplota [°C]                                | 11,0                 | 14,7                 | 20,1                 | 26,0                 | 31,5                 | 32,9                 | 34,7                 | 35,7                 | 31,5                 | 26,1                 | 17,8                 | 11,1                 | 35,7                 |
| Průměrné denní maximum [°C]                          | −1,7                 | −0,8                 | 4,5                  | 12,8                 | 19,1                 | 21,6                 | 23,9                 | 23,3                 | 17,4                 | 11,1                 | 3,9                  | −0,7                 | 11,2                 |
| Průměrná teplota [°C]                                | −4,1                 | −3,8                 | 0,6                  | 7,6                  | 13,5                 | 16,2                 | 18,3                 | 17,5                 | 12,3                 | 7,1                  | 1,3                  | −2,9                 | 7,0                  |
| Průměrné denní minimum [°C]                          | −6,5                 | −6,6                 | −2,8                 | 2,9                  | 8,0                  | 11,1                 | 13,1                 | 12,3                 | 8,0                  | 3,8                  | −0,7                 | −5,1                 | 3,1                  |
| Nejnižší teplota [°C]                                | −33,9                | −37,8                | −28,9                | −10                  | −5                   | 0,9                  | 3,9                  | −1,1                 | −3                   | −11                  | −19                  | −29,9                | −37,8                |
| Průměrné srážky [mm]                                 | 39                   | 32                   | 40                   | 33                   | 59                   | 83                   | 94                   | 59                   | 57                   | 43                   | 42                   | 46                   | 627                  |
| Zdroj: http://www.pogodaiklimat.ru/climate/26941.htm |                      |                      |                      |                      |                      |                      |                      |                      |                      |                      |                      |                      |                      |

## Partnerská města
- Heinola, Finsko (od roku 1978)
- Stockerau, Rakousko (od roku 1989)
- Gdynia, Polsko (od roku 1993)
- Novovolynsk, Ukrajina (od 90. let)
- Čibi, Čína (od roku 1997)
- Ferrara, Itálie (od roku 1998)
- Vasileostrovský rajón, Sankt-Petěrburg, Rusko (od roku 1998)
- Karlovo, Bulharsko (od roku 1999)
- Mytišči, Rusko (od roku 2000)
- Biała Podlaska, Polsko (od roku 2001)
- Šiauliai, Litva (od roku 2001)
- Kiněšma, Rusko (od roku 2002)
- Jelgava, Lotyšsko (od roku 2003)
- Nacka, Švédsko (od roku 2005)
- Kaliningrad, Rusko (od roku 2007)[3]
- Konyaaltı, Turecko (od roku 2013)
- Čačak, Srbsko (od roku 2013)
- Magadan, Rusko (od roku 2018)